# Eloi (Die Zeitmaschine)
Die Eloi sind eine der beiden fiktiven posthumanen Rassen, zusammen mit den Morlocks, in H. G. Wells’ Roman Die Zeitmaschine von 1895.

## In H. G. Wells’Die Zeitmaschine
Bis zum Jahr 802.701 n. Chr. hat sich die Menschheit in zwei getrennte Arten entwickelt: die Eloi und die Morlocks. Die Eloi leben ein banales, bequemes Leben auf der Erdoberfläche, während die Morlocks unter der Erde leben, Maschinen pflegen und die Eloi mit Nahrung, Kleidung und Inventar versorgen. Die Erzählung legt nahe, dass die Trennung der Arten möglicherweise das Ergebnis einer zunehmenden Spaltung zwischen verschiedenen sozialen Klassen war. Mit all ihren Bedürfnissen und Wünschen perfekt erfüllt, sind die Eloi langsam, ausschweifend und naiv geworden. Sie werden als kleiner als der moderne Mensch beschrieben, mit schulterlangem lockigem Haar, spitzem Kinn, großen Augen, kleinen Ohren, kleinen Mündern mit leuchtend roten dünnen Lippen und untermenschlicher Intelligenz. Sie verrichten nicht viel Arbeit, außer sich zu ernähren, zu spielen und sich zu paaren und zeichnen sich durch Apathie aus. Als Weena, ein junges Eloimädchen, in einen Fluss fällt, hilft ihr keiner der anderen Eloi, und sie wird stattdessen von dem Zeitreisenden gerettet. Die Eloi werden von den Morlocks als Nahrungsquelle gehalten, gezüchtet und gepflegt, ähnlich wie es Kühe oder Schweine heute sind. Von Zeit zu Zeit fangen die Morlocks einzelne Eloi ein, um sie zu fressen, und da dies normalerweise in mondlosen Nächten geschieht, haben die Eloi schreckliche Angst vor der Dunkelheit.
Ein Teil des Buches, das für die New Review-Version geschrieben und später als separate Kurzgeschichte veröffentlicht wurde, enthüllt, dass ein Besuch des Zeitreisenden in der noch ferneren Zukunft dazu führt, dass er auf hasenähnliche, hüpfende Pflanzenfresser trifft, die anscheinend die Nachkommen der Eloi sind. Sie werden beschrieben als Sohlengänger, mit längeren Hinterbeinen und schwanzlos, bedeckt mit glattem, gräulichem Haar, das um den Kopf herum zur Mähne eines Skye Terriers verdickt ist, mit menschenähnlichen Händen (beschrieben als Vorderfüße) und mit einem rundlichen Kopf mit hervorstehender Stirn und nach vorne blickenden Augen, die durch langes Haar verdeckt waren.

## Filmadaptionen
In der Verfilmung des Buches von 1960, werden die Eloi als identisch mit modernen Menschen dargestellt, aber klein, blond und blauäugig. Die Morlocks benutzen eine Zivilschutzanlage, um sie in ihre Höhlen zu locken. Einer der Eloi ist motiviert, einen Morlock zu Tode zu prügeln, als er den Zeitreisenden angreift.
In der 2002er Filmadaption Die Zeitmaschine werden die Eloi als identisch mit modernen Menschen im Jäger-und-Sammler-Lebensstil und Kleidung primitiver Art dargestellt und scheinen eine ethnische Vereinigung verschiedener heimischer Rassen zu sein, die aber die englische Sprache als intellektuelle Übung beibehalten haben.

## In Dan Simmons’Ilium
In Dan Simmons’ Ilium-Roman ist „Eloi“ ein Spitzname für die faulen, ungebildeten und unkultivierten Nachkommen der menschlichen Rasse, nachdem die Nachkommen der Menschen die Erde verlassen haben. Der Name ist eine Anspielung auf H. G. Wells’ Eloi.
In Simmons’ Roman herrschen Menschen der alten Art und Nachkommen der Menschen, wobei die Eloi in „Zoos“ in Sperrgebieten auf der Erde gehalten werden. Die Eloi sind technisch versiert, aber sie verstehen die Technik nicht; sie entwickeln sich rückläufig und verlernen Jahrtausende von Kultur, Denken und Vernunft, bis sie sich mit dem Vergnügen des bloßen Daseins zufriedengeben.

## Spätere Verwendung des Namens
- Die Progressive-Rock-Band Eloy ist nach der Rasse benannt.
- Die Elokoi in Brian Caswells Roman Deucalion sind vermutlich von den Eloi inspiriert, jedoch ohne die dunkle Seite der Morlocks.
- Der Roman Air von Geoff Ryman enthält eine fiktive ethnische Minderheit namens Eloi, deren Kampf um Autonomie von einer repressiven Regierung niedergeschlagen wird.
- James Alan Gardner verwendet die Begriffe Eloi und Morlock in seinem Roman Expendable, um sich auf zwei kriegführende Sekten von „Glasmenschen“ zu beziehen.
- Der Name wird als Spottbezeichnung im Roman Feed von Matthew Tobin Anderson verwendet.
- In Greg Bears Roman Moving Mars sind Eloi Menschen, die versuchen, durch den Einsatz fortschrittlicher medizinischer Nanotechnologie und anderer Verbesserungen ihre Lebensspanne auf über 1.000 Jahre zu verlängern.
- Im Film The War of the Sky Lords von John Brosnan treten Eloi als genetisch veränderte Menschen auf.[2]
- In seinem Buch After America: Get Ready for Armageddon, verwendet der konservative Autor Mark Steyn, die Eloi als Metapher für eine postwestliche Gesellschaft, die unter der Last der säkular-sozialistischen politischen Korrektheit, Selbstverachtung und ihrem Anspruch zusammenbrach.

- In der 2. Folge des wortbildenden Puzzle-Videospiels Bookworm Adventures ist ein Eloi unter dem modifizierten Namen Loyim im sechsten Buch zusammen mit mehreren Morlocks ein Feind.